# Історія Західної Сахари
Західна Сахара — територія з невизначеним юридичним статусом згідно з міжнародним правом. Одна її частина анексована Марокко, інша є частиною незалежної держави САДР. Географічно Західна Сахара розташована на заході пустелі Сахара.

## Доісторичний період
Проживання людей в Західній Сахарі фіксується в епоху неоліту — це 5—3 тис. до н. е. У той час клімат був набагато сприятливішим для життя людини. наскельні зображення цього часу в Сахарі, в тому числі у Західній Сахарі свідчать про багатий тваринний світ, існування річок та озер. Первісним населенням Західної Сахари, як і сусідньої Мавританії в час неоліту та бронзи були негроїди. Бербери, що жили північніше, в Марокко та Алжирі, називали чорношкіре населення Мавританії та Західної Сахари бафурами. Карфагенський мореплавець Ганнон, що проплив вздовж узбережжя Західної Сахари близько 500 р. до н. е., вказав що там жило негроїдне населення. Наприкінці 1 тис. до н. е. та на початку 1 тис. н. е. почалась міграція берберських племен на південь. До 8 ст. н. е. бербери повністю витіснили бафурів і зайняли територію сучасної Західної Сахари.

## Середньовіччя

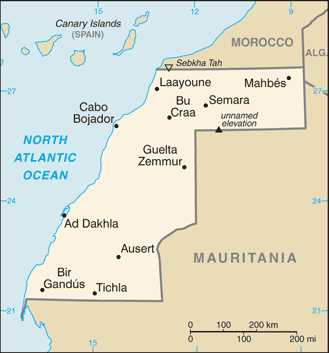
Мапа Західної Сахари

У 8—9 ст. з арабським завоюванням півночі Африки до берберів Західної Сахари проникає нова релігія — іслам. Разом з ісламом бербери засвоюють і арабську мову. Почалась ісламізація та арабізація берберів. У 11—12 ст. територія Західної Сахари в складі берберсько-арабської держави Альморавідів. Арабські племена макіль, що вторглись в державу Альморавідів, прискорили процес ісламізації та арабізації населення Західної Сахари.

## Колоніальний період
З початку 15 століття після завоювання Канарських островів португальці, а за ними й іспанці почали освоєння узбережжя західної Сахари. 1434 р. експедиція Еанеша просунулась морем на південь від мису Богадор, за який до цього європейці боялися запливати. 1441 р. Нунью Тріштан досяг мису Кап-Блан (кордон між Західною Сахарою і Мавританією). Португальці створювали на узбережжі форпости, головно для вивозу рабів і золота. Але захопити території вглибині країни їм перешкоджали войовничі берберські племена. З того часу у європейців виникла назва цієї землі — Ріо-де-Оро (Золота річка).
26 грудня 1884 р. Іспанія оголосила про встановлення свого протекторату над Атлантичним узбережжям між мисами Богадор і Кап-Блан. У червні наступного року вона призначила свого першого губернатора — «королівського комісара Західного узбережжя Африки». Кордони іспанських володінь у Західній Сахарі затвердили франко-іспанські конвенції 1900, 1904, 1912 років, після останньої до Іспанії відійшла територія Сегієт-ель-Хамра. У 1934 р. ці землі оголосили колонією під назвою Іспанська Сахара. З 12 січня 1958 — «заморська провінція» Іспанії.
У травні 1973 р. було створено Народний фронт визволення Сегієт-ель-Хамри та Ріо-де-Оро (фронт Полісаріо), який взяв курс на здобуття територією державної незалежності. В той самий час Марокко та Мавританія оголосили про свої претензії на Західну Сахару.

## Проблема статусу Західної Сахари

Етапи завоювання Західної Сахари Марокко

Іспанія відмовилася від прав на Західну Сахару 14 листопада 1975 р., уклавши угоду з Марокко і Мавританією про передачу їм території своєї колонії. 28 лютого 1976 р. відбулася офіційна передача влади від Іспанії в Західній Сахарі двом сусідам — Марокко (⅓) і Мавританії (⅔) території. В Західну Сахару увійшли марокканські та мавританські війська. Полісаріо такого поділу не визнав і 27 лютого 1976 р. проголосив створення незалежної держави — САДР. Почалась війна у Західній Сахарі. Найбільшу підтримку САДР надав Алжир, який визнав її незалежність. Мавританія згодом відмовилася від своєї частини Західної Сахари та уклала 5 серпня 1979 мирний договір з фронтом Полісаріо. Але Марокко після цього захопила і решту території Західної Сахари. Воєнні дії в основному припинилися у 1991 р. Більшу частину території Марокко захопила й оголосила своєю, на меншій діє влада САДР.